# Liste der Fußball-Torschützenkönige Série A (Brasilien)
Die Liste der Torschützenkönige der Campeonato Brasileiro de Futebol umfasst alle Torschützenkönige des seit 1959 ausgespielten Wettbewerbes.
Dieser wurde ausgetragen als Taça Brasil von 1959 bis 1968, Torneio Roberto Gomes Pedrosa von 1967 bis 1970 und ab 1971 als Campeonato Brasileiro de Futebol. Erst 2010 wurden die ersten beiden Wettbewerbe durch den brasilianischen Verband CBF anerkannt. Dadurch kommt es für die Jahre 1967 und 1968 zu zwei Meistern und zwei Torschützenkönigen in verschiedenen Wettbewerben.
Im August 2023 erkannte der CBF das Copa dos Campeões Estaduais von 1936 als erste brasilianische Meisterschaft an.
Gemäß der Liste auf rsssfbrasil.com werden für das Jahr 2000 drei andere Torschützenkönige genannt.

## Torschützenkönige
| Saison                           | Spieler           | Verein                    | Tore |
| -------------------------------- | ----------------- | ------------------------- | ---- |
| 1936 Copa dos Campeões Estaduais | Paulista          | Atlético Mineiro          | 8    |
| 1959 Taça Brasil                 | Léo Briglia       | EC Bahia                  | 8    |
| 1960 Taça Brasil                 | Bececê            | Fortaleza EC              | 7    |
| 1961 Taça Brasil                 | Pelé              | FC Santos                 | 9    |
| 1962 Taça Brasil                 | Coutinho          | FC Santos                 | 7    |
| 1963 Taça Brasil                 | Ruiter            | AD Confiança              | 9    |
| 1964 Taça Brasil                 | Pelé              | FC Santos                 | 8    |
| 1965 Taça Brasil                 | Bitá              | Náutico Capibaribe        | 9    |
| 1966 Taça Brasil                 | Bitá              | Náutico Capibaribe        | 10   |
| 1966 Taça Brasil                 | Toninho Guerreiro | FC Santos                 | 10   |
| 1967 Torneio Pedrosa             | César Maluco      | SE Palmeiras              | 15   |
| 1967 Torneio Pedrosa             | Ademar Pantera    | CR Flamengo               | 15   |
| 1967 Taça Brasil                 | Chiclete          | FC Treze                  | 6    |
| 1968 Torneio Pedrosa             | Toninho Guerreiro | FC Santos                 | 18   |
| 1968 Taça Brasil                 | Fernando Ferretti | Botafogo FR               | 6    |
| 1969 Torneio Pedrosa             | Edu               | America FC (RJ)           | 14   |
| 1970 Torneio Pedrosa             | Tostão            | Cruzeiro EC               | 12   |
| 1971 CBD                         | Dario             | Atlético Mineiro          | 15   |
| 1972 CBD                         | Dario             | Atlético Mineiro          | 17   |
| 1972 CBD                         | Pedro Rocha       | FC São Paulo              | 17   |
| 1973 CBD                         | Ramón             | Santa Cruz FC             | 21   |
| 1974 CBD                         | Roberto Dinamite  | CR Vasco da Gama          | 16   |
| 1975 CBD                         | Flávio Minuano    | SC Internacional          | 16   |
| 1976 CBD                         | Dario             | SC Internacional          | 17   |
| 1977 CBD                         | Reinaldo          | Atlético Mineiro          | 28   |
| 1978 CBD                         | Paulinho          | CR Vasco da Gama          | 19   |
| 1979 CBF                         | César             | America FC (RJ)           | 13   |
| 1980 CBF                         | Zico              | CR Flamengo               | 21   |
| 1981 CBF                         | Nunes             | CR Flamengo               | 16   |
| 1982 CBF                         | Zico              | CR Flamengo               | 21   |
| 1983 CBF                         | Serginho Chulapa  | FC Santos                 | 22   |
| 1984 CBF                         | Roberto Dinamite  | CR Vasco da Gama          | 16   |
| 1985 CBF                         | Edmar             | Guarani FC                | 20   |
| 1986 CBF                         | Careca            | FC São Paulo              | 25   |
| 1987 CBF                         | Müller            | FC São Paulo              | 10   |
| 1988 CBF                         | Nílson            | SC Internacional          | 15   |
| 1989 CBF                         | Túlio             | Goiás EC                  | 11   |
| 1990 CBF                         | Charles Fabian    | EC Bahia                  | 11   |
| 1991 CBF                         | Paulinho McLaren  | FC Santos                 | 15   |
| 1992 CBF                         | Bebeto            | CR Vasco da Gama          | 18   |
| 1993 CBF                         | Guga              | FC Santos                 | 15   |
| 1994 CBF                         | Amoroso           | Guarani FC                | 19   |
| 1994 CBF                         | Túlio             | Botafogo FR               | 19   |
| 1995 CBF                         | Túlio             | Botafogo FR               | 23   |
| 1996 CBF                         | Paulo Nunes       | Grêmio FBPA               | 19   |
| 1996 CBF                         | Renaldo           | Atlético Mineiro          | 19   |
| 1997 CBF                         | Edmundo           | CR Vasco da Gama          | 29   |
| 1998 CBF                         | Viola             | FC Santos                 | 21   |
| 1999 CBF                         | Guilherme         | Atlético Mineiro          | 28   |
| 2000 Copa João Havelange         | Adhemar           | AD São Caetano            | 22   |
| 2001 CBF                         | Romário           | CR Vasco da Gama          | 21   |
| 2002 CBF                         | Luís Fabiano      | FC São Paulo              | 19   |
| 2002 CBF                         | Rodrigo Fabri     | Grêmio FBPA               | 19   |
| 2003 CBF                         | Dimba             | Goiás EC                  | 31   |
| 2004 CBF                         | Washington        | Athletico Paranaense      | 34   |
| 2005 CBF                         | Romário           | CR Vasco da Gama          | 22   |
| 2006 CBF                         | Rodrigo Souza     | Goiás EC                  | 17   |
| 2007 CBF                         | Josiel            | Athletico Paranaense      | 20   |
| 2008 CBF                         | Keirrison         | Coritiba FC               | 21   |
| 2008 CBF                         | Washington        | Fluminense FC             | 21   |
| 2008 CBF                         | Kléber Pereira    | FC Santos                 | 21   |
| 2009 CBF                         | Adriano           | CR Flamengo               | 19   |
| 2009 CBF                         | Diego Tardelli    | Atlético Mineiro          | 19   |
| 2010 CBF                         | Jonas             | Grêmio FBPA               | 23   |
| 2011 CBF                         | Borges            | FC Santos                 | 23   |
| 2012 CBF                         | Fred              | Fluminense FC             | 20   |
| 2013 CBF                         | Éderson           | Athletico Paranaense      | 21   |
| 2014 CBF                         | Fred              | Fluminense FC             | 18   |
| 2015 CBF                         | Ricardo Oliveira  | FC Santos                 | 20   |
| 2016 CBF                         | Diego Souza       | Sport Recife              | 14   |
| 2016 CBF                         | Fred              | Atlético Mineiro          | 14   |
| 2016 CBF                         | William Pottker   | AA Ponte Preta            | 14   |
| 2017 CBF                         | Jô                | SC Corinthians            | 18   |
| 2017 CBF                         | Henrique Dourado  | Fluminense Rio de Janeiro | 18   |
| 2018 CBF                         | Gabriel Barbosa   | FC Santos                 | 18   |
| 2019 CBF                         | Gabriel Barbosa   | CR Flamengo               | 25   |
| 2020 CBF                         | Claudinho         | Red Bull Bragantino       | 18   |
| 2020 CBF                         | Luciano           | FC São Paulo              | 18   |
| 2021 CBF                         | Hulk              | Atlético Mineiro          | 19   |
| 2022 CBF                         | Germán Cano       | Fluminense FC             | 26   |
| 2023 CBF                         | Paulinho          | Atlético Mineiro          | 20   |
| 2024 CBF                         | Alerrandro        | EC Vitória                | 15   |
| 2024 CBF                         | Yuri Alberto      | SC Corinthians            | 15   |

## Ranglisten
Die Rangliste mit der Anzahl der Titel, mindestens zwei, enthält alle Meisterschaften von 1958 bis heute. 
| Rang | Spieler                                            | Titel |
| ---- | -------------------------------------------------- | ----- |
| 1.   | Dario José dos Santos (1971, 1972, 1976)           | 3     |
| 1.   | Túlio Humberto Pereira da Costa (1989, 1994, 1995) | 3     |
| 1.   | Fred (2012, 2014, 2016)                            | 3     |
| 2.   | Pelé (1961, 1964)                                  | 2     |
| 2.   | Sílvio Tasso Lasalvia (1965, 1966)                 | 2     |
| 2.   | Toninho Guerreiro (1966, 1968)                     | 2     |
| 2.   | Roberto Dinamite (1974, 1984)                      | 2     |
| 2.   | Zico (1980, 1982)                                  | 2     |
| 2.   | Romário (2001, 2005)                               | 2     |
| 2.   | Washington Stecanela Cerqueira (2004, 2008)        | 2     |
| 2.   | Gabriel Barbosa (2018, 2019)                       | 2     |

| Rang | Spieler          | Tore |
| ---- | ---------------- | ---- |
| 1.   | Roberto Dinamite | 190  |
| 2.   | Romário          | 155  |
| 3.   | Edmundo          | 153  |
| 4.   | Fred             | 147  |
| 5.   | Zico             | 135  |
| 6.   | Túlio            | 129  |
| 7.   | Washington       | 126  |
| 8.   | Serginho Chulapa | 125  |
| 9.   | Luís Fabiano     | 118  |
| 10.  | Dario            | 113  |
| 11.  | Paulo Baier      | 109  |
| 12.  | Evair            | 101  |
| 13.  | Pelé             | 100  |
| 14.  | Dodô             | 97   |
| 15.  | Reinaldo         | 93   |
| 16.  | Careca           | 92   |
| 16.  | Cláudio Adão     | 92   |

## Besonderheit
Der Uruguayer Pedro Rocha und der Argentinier Germán Cano sind bislang die einzigen Torschützenkönige, die nicht aus Brasilien stammen.